# Hyde (мини-альбом)
«Hyde» — первый мини-альбом южнокорейской мужской группы VIXX. Он был выпущен 20 мая 2013 года под Jellyfish Entertainment и включает сингл с одноимённым названием. Альбом был переиздан как Jekyll 31 июля 2013 года с синглом «G.R.8.U».

## Синглы

### Hyde
VIXX сразу же после выпуска, начали продвигать Hyde с синглом того же названия. Тексты песен были написаны поэтом-песенником Кимом Ианом, а рэп-часть была написана Рави. Музыка была составлена генеральным директором Jellyfish Entertainment Хван Се Джуном и шведской производственной командой D30 (Caesar & Loui и Olof Lindskog). Музыкальное видео этой песни было организовано Хуном из ZanyBros, который также руководил их предыдущими музыкальными видео, «Super Hero» и «Rock Ur Body».
Промоушен начался 23 мая на M! Countdown, а завершился с прощальным этапом на Inkigayo 30 июня. Песня достигла максимума на 35-м месте чарта синглов Gaon.

### «G.R.8.U»
Ведущий сингл Jekyll, «GR8.U» (кор.: 대.다.나.다.너; RR: Дэ. Да. На. Да. Но), был написан Ким Ианом и спродюсирован Хьюком Син, DK , Росс Лара и Тодд Райт. Музыкальное видео этой песни было организовано Хон Вон Ки из ZanyBros. Продвижение началось 1 августа и завершилось прощальной сценой на Inkigayo 8 сентября. Песня достигла максимума на 14-м месте в Диаграмме Одиночных альбомов Gaon.

## Список композиций
※ Выделенные жирным треки, являются промоушен треками альбома. Кредиты адаптируются с официальной домашней страницы группы.
| Hyde                     | Hyde                                                                                                  | Hyde                          | Hyde                                                      | Hyde              |
| №                        | Название                                                                                              | Лирика                        | Музыка                                                    | Продолжительность |
| ------------------------ | --- | ----------------------------- | --------------------------------------------------------- | ----------------- |
| 1.                       | «Light Me Up» (어둠 속을 밝혀줘; Eodum Sogeul Balkheyojwo) (Translation: «Light Up the Darkness»)     | Рави                          | Хён Шик, DK, Росс Лара                                    | 03:01             |
| 2.                       | «Hyde»                                                                                                | Ким Иан, Рави (рэп)           | Хван Се Джун, D30                                         | 03:16             |
| 3.                       | «You’re Mine» (그만 버티고; Geuman Beotigo) (Translation: «Stop Resisting») (ft. Minah of Girl's Day) | Ким Джи Хан, Рави (рэп)       | MELODESIGN, Пак Гёнхён                                    | 03:45             |
| 4.                       | «CHAOS»                                                                                               | Ким Джи Хан, Рави, MELODESIGN | MELODESIGN                                                | 02:54             |
| 5.                       | «Love Letter»                                                                                         | Ким Джи Хан, MELODESIGN       | Хван Се Джун, MELODESIGN                                  | 04:35             |
| 6.                       | «Hyde» (Инст.)                                                                                        |                               | Хван Се Джун, Альби Албертссон, рики Ханли, Кристине Линд | 03:16             |
| Общая продолжительность: | Общая продолжительность:                                                                              | Общая продолжительность:      | Общая продолжительность:                                  | 21:00             |

| Jekyll — Пере-выпущенная версия | Jekyll — Пере-выпущенная версия                                                                       | Jekyll — Пере-выпущенная версия     | Jekyll — Пере-выпущенная версия   | Jekyll — Пере-выпущенная версия |
| №                               | Название                                                                                              | Лирика                              | Музыка                            | Продолжительность:              |
| ------------------------------- | --- | ----------------------------------- | --------------------------------- | ------------------------------- |
| 1.                              | «Jekyll»                                                                                              |                                     | MELODESIGN                        | 00:43                           |
| 2.                              | «G.R.8.U» (대.다.나.다.너; Dae. Da.Na.Da.Neo) (Translation: «You. Are. Im.pressive»)                  | Ким Иан                             | Хён Шик, Росс Лара, Тодд Райт, DK | 03:30                           |
| 3.                              | «Say Love» (어떡하지; Eotteokhaji) (Translation: «What To Do» or «How»)                               | AIS, Рави                           | Майкл Макгарити, Тереза Хоустон   | 03:08                           |
| 4.                              | «Light Me Up» (어둠 속을 밝혀줘; Eodum Sogeul Balkheyojwo) (Translation: «Light Up the Darkness»)     | Рави                                | Хёк Шин, Росс Лара, DK            | 03:01                           |
| 5.                              | «Hyde»                                                                                                | Ким Иан, Рави (рэп)                 | Хван Се Джун, D30                 | 03:16                           |
| 6.                              | «You’re Mine» (그만 버티고; Geuman Beotigo) (Translation: «Stop Resisting») (ft. Minah of Girl's Day) | Ким Джи Хан, Рави (рэп)             | MELODESIGN, Пак Гёнхён            | 03:45                           |
| 7.                              | «CHAOS»                                                                                               | Ким Джи Хан, MELODESIGN, Рави (рэп) | MELODESIGN                        | 02:54                           |
| 8.                              | «Love Letter»                                                                                         | Ким Джи Хан, MELODESIGN             | Хван Се Джун, MELODESIGN          | 04:35                           |
| 9.                              | «G.R.8.U» (Инст.)                                                                                     |                                     | Хёк Шин, DK, Росс Лара, Тодд Райт | 03:30                           |
| Общая продолжительность:        | Общая продолжительность:                                                                              | Общая продолжительность:            | Общая продолжительность:          | 29:00                           |

## Награды и номинации
| Год                | Награда            | Номинированная работа | Результат     |
| ------------------ | ------------------ | --------------------- | ------------- |
| Seoul Music Awards |                    |                       |               |
| 2014               | Bonsang Award      | Hyde                  | Выиграли      |
| Golden Disk Awards |                    |                       |               |
| 2014               | Disk Bonsang Award | Jekyll                | Номинированны |

## Чарт представления

### Альбом
| Чарт                                   | Позиции в чартах | Позиции в чартах | Продажи        |
| Чарт                                   | Hyde             | Jekyll           | Продажи        |
| -------------------------------------- | ---------------- | ---------------- | -------------- |
| South Korea (Gaon album chart)         | 3                | 3                | - KOR: 181,499 |
| Taiwan (Five-Music) Weekly album chart | 8                | 5                | - KOR: 181,499 |
| Billboard (US World)                   | 7                | —                | - KOR: 181,499 |

### Синглы
| Чарт                             | Позиции в чартах | Позиции в чартах |
| Чарт                             | «Hyde»           | «G.R.8.U»        |
| -------------------------------- | ---------------- | ---------------- |
| South Korea (Gaon Singles Chart) | 35               | 14               |
| Billboard (Korea K-Pop Hot 100)  | 57               | 13               |
| Billboard (US World)             | 6                | 10               |

## История выпуска
| Регион      | Дата                                     | Формат                  | Лейбл                              |
| ----------- | ---------------------------------------- | ----------------------- | ---------------------------------- |
| Южная Корея | 20 мая 2013 (Hyde) 31 июля 2013 (Jekyll) | - CD - Digital download | - Jellyfish Entertainment - CJ E&M |
| Всемирно    | 20 мая 2013 (Hyde) 31 июля 2013 (Jekyll) | Digital download        | Jellyfish Entertainment            |